# Phumosia viridis
Phumosia viridis är en tvåvingeart som beskrevs av Hiromu Kurahashi 1989. Phumosia viridis ingår i släktet Phumosia och familjen spyflugor. Inga underarter finns listade i Catalogue of Life.